# هانا (یوتا)
هانا (به انگلیسی: Hanna) یک منطقهٔ مسکونی در ایالات متحده آمریکا است که در شهرستان دوشن، یوتا واقع شده‌است. هانا ۲٬۰۶۲٫۰ متر بالاتر از سطح دریا واقع شده‌است.